# Jan Berger
Pour les articles homonymes, voir Berger (homonymie).
Jan Berger, né le 27 novembre 1955 à Prague (Tchécoslovaquie), est un footballeur tchèque, évoluant au poste de milieu de terrain. Au cours de sa carrière, il évolue au TJ Břevnov, au Škoda Plzeň, au Dukla Prague, au Sparta Prague, au FC Zurich et au FC Zoug ainsi qu'en équipe de Tchécoslovaquie.
Berger ne marque aucun but lors de ses trente sélections avec l'équipe de Tchécoslovaquie entre 1980 et 1987. Il participe aux Jeux olympiques en 1980, au Championnat d'Europe en 1980 et à la Coupe du monde en 1982 avec l'équipe de Tchécoslovaquie. À la suite de sa carrière de joueur, il devient entraîneur.

## Biographie
Jouant au poste de milieu de terrain, Berger faisait partie de l'équipe de Tchécoslovaquie championne olympique à Moscou en 1980. Il a atteint également la troisième place de l'Euro 1980 et a disputé la coupe du monde 1982. Il compte 30 sélections entre 1980 et 1987.

## Carrière de joueur
- 1972-1976 : TJ Břevnov
- 1976-1978 : Škoda Plzeň
- 1978-1980 : Dukla Prague
- 1980-1986 : Sparta Prague
- 1986-1990 : FC Zurich
- 1990-1991 : FC Zoug

## Palmarès

### En équipe nationale
- 30 sélections et 0 but avec l'équipe de Tchécoslovaquie entre 1980 et 1987
- Vainqueur des Jeux olympiques en 1980

### Avec le Dukla Prague
- Vainqueur du Championnat de Tchécoslovaquie de football en 1979

### Avec le Sparta Prague
- Vainqueur du Championnat de Tchécoslovaquie de football en 1984 et 1985
- Vainqueur de la Coupe de Tchécoslovaquie en 1984